# Yıkılmadım
Yıkılmadım (тур. Yıkılmadım, рус. Я не разрушен ) -  пятый студийный альбом и 13 запись турецкого певца Махсуна Кирмизигюлья, выпущена 22 июня 1998 года. На территории Турции было продано 2,5 млн. копий, а на пиратском рынке было продано около 6 миллионов копий.

## Об альбоме
Альбом был награждён: Ассоциации журналистов, премии Золотой объектив, а также Звезда года.
В январе 1999 года был награждён на Kral TV Video Müzik Ödüllerinde, как "Лучшая песня в жанре Арабеск Фэнтези", "Самый продаваемый альбом(1998 года), и получил главную награду "Песня года", но проиграл в одной номинации "Композиция года" Мустафе Сандалу с песней "Aya Benzer".

## Список композиций
1. Yıkılmadım (Я не разрушен) - 5:11
2. Herşeyim Sensin (Все, ты моя) - 4:47
3. Belalım (Моя беда) - 4:24
4. Evlenmem (Не женюсь) - 4:06
5. Yeminim Var (Клянусь тебе) - 4:55
6. Vay Babo (Ничего Себе) - 4:19
7. Sevdim Seni (Ты мне нравишься) - 4:11
8. Göç (Миграция) - 4:17
9. Aşk (Любить) - 4:00
10. Dokunsalar Ağlayacağım (Тактильные я буду плакать) - 3:25
11. Merdivana (К лестнице) - 3:26
12. Yatma Yeşil Döşeğe (Я сплю на зелёном матрасе) - 3:30
13. Dersim Gibi (Такой урок) - 4:05
14. Annem Annem (Мама Мама) - 4:22
15. Olsun Bakalım (Пусть Будет) - 3:03